# Stuber – 5 Sterne Undercover
Stuber – 5 Sterne Undercover ist eine US-amerikanische Actionkomödie aus dem Jahr 2019 von Michael Dowse. Der Film startete am 22. August 2019 in den deutschen Kinos.

## Handlung
Vic Manning, ein aggressiver Detective des Los Angeles Police Department, verfolgt den berüchtigten Drogenboss Oka Tedjo, der sechs Monate zuvor Vics Partnerin Sara Morris ermordet hat. Nachdem seine Vorgesetzte Captain McHenry ihn beurlaubt, lässt sich Vic die Augen lasern. Dies erfordert, dass er aufgrund seiner eingeschränkten Sehkraft während der Heilung seiner Augen ein oder zwei zusätzliche Tage außer Dienst bleibt. Als ihn jedoch ein Informant mit einem Hinweis auf Tedjos aktuellen Aufenthaltsort kontaktiert, ruft er ein Uber und wird von Stu Prasad in dessen Auto abgeholt. Stu ist ein bescheidener Fahrer, der seinen Job gewissenhaft mit einem Auge auf die Bewertungen, die er für seine Dienste erhält, ausführt.
Vics Ermittlungen führen ihn und einen zunehmend widerwilligen Stu durch Los Angeles. Unterwegs muss sich Stu sowohl mit Vics gewalttätigem und rücksichtslosem Verhalten auseinandersetzen als auch mit seinen eigenen Gefühlen für seine Freundin Becca, mit der er plant, ein Indoorbike-Geschäft zu eröffnen. Becca, die sich von ihrem Freund getrennt hat, möchte, dass Stu für Gelegenheitssex vorbeikommt, aber Stu ist in sie verliebt und möchte eine ernsthafte Beziehung. Als Stu und Vic sich besser kennenlernen, konfrontieren sie sich gegenseitig mit Stus fehlendem Mut gegenüber Becca, während Stu Vic für seine toxische Männlichkeit und seinen unsensiblen Umgang mit seiner Tochter Nicole, einer Bildhauerin, kritisiert.
In einem Haus in Long Beach nimmt Vic Amo, einen der Hauptverdächtigen seiner Ermittlungen, fest und rettet einen Pitbull namens Pico davor, dass er mit Drogenpaketen gefüttert wird. Nachdem Stu Amo versehentlich ins Bein geschossen hat, führt Vic sie zu einer Tierklinik, in der sowohl Amo als auch Pico vom Tierarzt behandelt werden. Nachdem Vic von Amo erfährt, dass Tedjo später in dieser Nacht einen Deal machen wird, werden sie von einigen von Tedjos Männern überfallen. Mit Stus Hilfe kann Vic sie töten und begibt sich zur Ausstellung seiner Tochter Nicole, um sie vor der potenziellen Gefahr zu warnen. Doch Nicole hat genug von der Besessenheit ihres Vaters, Tedjo zu schnappen. Danach setzt Stu Vic in der Nähe des Ortes ab, an dem der Deal stattfinden soll, und ruft Becca an. Stu gesteht ihr seine Gefühle, erklärt ihr aber, dass sie keine Freunde mehr sein können, da er weiß, dass sie nicht so fühlt wie er. Vic fordert Verstärkung an, aber Stu bemerkt, dass nur ein einziges Polizeiauto auftaucht.
Als Vic auf Tedjo wartet, taucht McHenry auf und Vic erkennt, dass sie eine korrupte Polizistin ist, die mit Tedjo zusammengearbeitet hat und vorhatte, Vic einen Mord anzuhängen, um ihn aus dem Weg zu schaffen. Bevor sie Vic jedoch töten kann, wird sie von Stu überfahren. Er und Vic versuchen ohne Erfolg, Tedjo zu entkommen. Während eines Kampfes zwischen Vic und Tedjo, bei dem letzterer die Oberhand zu haben scheint, taucht Nicole auf, nachdem sie Stu über die Uber-App aufgespürt hat, und wird beinahe von Tedjo erschossen. Stu wirft sich jedoch vor Nicole und bekommt die Kugel ab. Vic ist im Begriff, Tedjo zu erwürgen, wird aber von Nicole aufgehalten. Die Polizei trifft ein und nimmt Tedjo fest.
Während sich Stu und Vic im Krankenhaus erholen, gibt Vic Stu eine Fünf-Sterne-Bewertung, obwohl er ihm einen Fahrpreis von 5.534,95 US-Dollar zahlen muss. Becca hat selbst ein erfolgreiches Indoorbike-Geschäft aufgebaut. An dem folgenden Weihnachten besucht Vic mit Pico Nicole bei ihr zu Hause und muss feststellen, dass Nicole inzwischen mit Stu zusammen ist.

## Synchronisation
Die deutschsprachige Synchronisation übernahm die RC Production Kunze & Wunder. Die Dialogbücher stammen von Marius Clarén, der auch die Dialogregie übernahm.
| Rolle           | Englischer Sprecher    | Deutscher Sprecher |
| --------------- | ---------------------- | ------------------ |
| Vic Manning     | Dave Bautista          | Tilo Schmitz       |
| Stu Prasad      | Kumail Nanjiani        | Rick Kavanian      |
| Angie McHenry   | Mira Sorvino           | Katrin Fröhlich    |
| Amber           | Amber Chardae Robinson | Anke Reitzenstein  |
| Nicole          | Natalie Morales        | Sonja Spuhl        |
| Oka Tedjo       | Iko Uwais              | Florian Clyde      |
| Becca           | Betty Gilpin           | Mareile Moeller    |
| Sara Morris     | Karen Gillan           | Rubina Nath        |
| Richie Sandusky | Jimmy Tatro            | Jannik Endemann    |
| Felix           | Steve Howey            | Dennis Schmidt-Foß |

## Rezeption
Stuber erhielt größtenteils gemischte Kritiken. Auf Rotten Tomatoes fielen 42 % von insgesamt 231 Kritiken positiv aus, die Durchschnittsbewertung liegt bei 5,1 von 10 Punkten. Jedoch wurde der Film von 79 % der Zuschauer wohlwollend bewertet. Metacritic ermittelte einen Score von 42/100 basierend auf 37 Kritiken.
Der Filmdienst nannte Stuber ein „komödiantisches Buddy-Movie, das seinen routinierten Plot mit vielen Einfällen und überbordendem Wortwitz aufwertet. Fließend wechselt der Film zudem ins Genre des gewaltreichen Thrillers, wobei das Zusammenspiel der Hauptdarsteller auch darin perfekt aufeinander abgestimmt bleibt.“
Björn Becher bewertete den Film auf Filmstarts mit 2 von 5 Sternen und urteilte: „Zwei hervorragend aufgelegte Stars und eine starke Actionszene zum Auftakt reichen nicht, um gegen das schrecklich altbackene Skript und unnötig zerschnippelte Kampfchoreografien anzukommen. Da wäre deutlich mehr drin gewesen.“
Die Filmzeitschrift Cinema schrieb: „Erscheint die Idee nicht zuletzt wegen der bestens harmonierenden Hollywood-Durchstarter Nanjiani (...) und Bautista (...) zunächst wie ein echtes Comedy-Highlight, zeichnet sich das Ende der actiongeladenen Story schon nach der ersten halben Stunde allzu deutlich ab und sorgt zuweilen für Langeweile. Zugegeben: Einige Gags treffen ins Ziel. Und auch die ebenso rasanten wie blutigen Actionszenen bewegen sich auf hohem Niveau. Die Kernthemen des Films allerdings heben sich kaum von altbekannten Actionplots ab.“ Das Fazit der Seite: „Solide inszenierte, aber vorhersehbare Actionkomödie, bei der nur die Darsteller überzeugen“.
Die Redaktion von Prisma vergab 3 von 5 Sternen und meinte: „[...] Filme dieser Art stehen und fallen mit den Hauptdarstellern, und Regisseur Michael Dowse hat bei der Besetzung der Hauptrollen ein sehr glückliches Händchen bewiesen. Denn zwischen Dave Bautista und Kumail Nanjiani ist reichlich Chemie vorhanden. Der Kontrast zwischen dem Giganten Bautista und dem Hänfling Nanjiani ist eine Steilvorlage für reichlich Situationskomik und knackige Sprüche. [...] Dadurch lebt der Film auch in den Momenten auf, in denen inhaltlich eigentlich Leerlauf besteht. Denn die typischen Plot-Elemente inklusive eines Verräters bei der Polizei werden konsequent, aber auch reichlich uninspiriert abgehakt. Neben der hohen Gagdichte überzeugt der Film aber auch durch knackige Actioneinlagen, für die Iko Uwais sorgt. "Stuber" [...] ist sicherlich keine große Kinokunst, aber solide, gut gemachte Unterhaltung mit Action, Herz und Humor.“